# Prix Eagle
Les Prix Eagle (anglais : Eagle Award) sont un prix de bande dessinée anglais créé en 1977 et remis épisodiquement de cette date à 2012. Ils tirent leur nom de l'hebdomadaire pour enfant Eagle.

## Auteurs

### Meilleur scénariste
Ce prix, nommé « Favourite Comicbook Writer » en anglais, est divisé en deux catégories à ses débuts : « scénariste américain » et « scénariste britannique ». À partir de 2000, il n'y a plus qu'une seule catégorie. Il a été gagné à 11 reprises par Alan Moore et 4 fois par Chris Claremont.
| Année | Catégorie | Auteur                                  |
| ----- | --------- | --------------------------------------- |
| 1977  |           | Chris Claremont                         |
| 1977  |           | Roy Thomas                              |
| 1978  |           | Martin Lock                             |
| 1978  |           | Steve Englehart                         |
| 1979  |           | T.B. Grover (pseudonyme de John Wagner) |
| 1979  |           | Chris Claremont                         |
| 1980  |           | John Howard                             |
| 1980  |           | Chris Claremont                         |
| 1981  |           | T.B. Grover                             |
| 1981  |           | Chris Claremont                         |
| 1983  |           | Alan Moore                              |
| 1983  |           | Frank Miller                            |
| 1984  |           | Pat Mills                               |
| 1984  |           | Howard Chaykin                          |
| 1985  |           | Alan Moore                              |
| 1985  |           | Alan Moore                              |
| 1986  |           | Alan Moore                              |
| 1986  |           | Alan Moore                              |
| 1987  |           | Alan Moore                              |
| 1987  |           | Alan Moore                              |
| 1988  |           | Pat Mills                               |
| 1988  |           | Alan Moore                              |
| 1989  |           | Neil Gaiman                             |
| 1990  |           | Grant Morrison                          |
| 1990  |           | Neil Gaiman                             |
| 2000  |           | Alan Moore                              |
| 2002  |           | Alan Moore                              |
| 2004  |           | J. Michael Straczynski                  |
| 2006  |           | Grant Morrison                          |
| 2007  |           | Warren Ellis                            |
| 2008  |           | Alan Moore                              |
| 2010  |           | Warren Ellis                            |
| 2011  |           | Grant Morrison                          |
| 2012  |           | Scott Snyder                            |
| 2014  |           | Matt Fraction                           |

### Meilleur dessinateur
Ce prix, nommé « Favourite Comicbook Artist/Penciler » en anglais, est divisé en deux catégories à ses débuts : « dessinateur américain » et « dessinateur britannique ». À partir de 2000, il n'y a plus qu'une seule catégorie.
| Année | Catégorie | Artiste            |
| ----- | --------- | ------------------ |
| 1977  |           | Frank Bellamy      |
| 1977  |           | Neal Adams         |
| 1978  |           | John Bolton        |
| 1978  |           | Neal Adams         |
| 1979  |           | John Bolton        |
| 1979  |           | John Byrne         |
| 1980  |           | Brian Bolland      |
| 1980  |           | John Byrne         |
| 1981  |           | Brian Bolland      |
| 1981  |           | John Byrne         |
| 1983  |           | Brian Bolland      |
| 1983  |           | Frank Miller       |
| 1984  |           | Howard Chaykin     |
| 1985  |           | Alan Davis         |
| 1985  |           | Bill Sienkiewicz   |
| 1986  |           | Alan Davis         |
| 1986  |           | George Pérez       |
| 1987  |           | Alan Davis         |
| 1987  |           | Frank Miller       |
| 1988  |           | Bryan Talbot       |
| 1988  |           | Bill Sienkiewicz   |
| 1989  |           | Bryan Talbot       |
| 1990  |           | Simon Bisley       |
| 1990  |           | Todd McFarlane     |
| 2000  |           | George Pérez       |
| 2002  |           | Frank Quitely      |
| 2004  |           | Jim Lee            |
| 2006  |           | Bryan Hitch        |
| 2007  |           | John Cassaday      |
| 2008  |           | Frank Cho          |
| 2010  |           | Frank Quitely      |
| 2011  |           | J. H. Williams III |
| 2012  |           | J. H. Williams III |
| 2014  |           | Fiona Staples      |

### Meilleur encreur
Ce prix est nommé « Favourite Inker » en anglais.
| Année | Encreur                  |
| ----- | ------------------------ |
| 1977  | Terry Austin             |
| 1979  | Terry Austin             |
| 1980  | Brian Bolland            |
| 1980  | Terry Austin             |
| 1981  | Terry Austin             |
| 1983  | Terry Austin             |
| 1984  | Howard Chaykin           |
| 1985  | Terry Austin             |
| 1986  | Terry Austin             |
| 1987  | Terry Austin             |
| 1988  | Terry Austin             |
| 1990  | Paul Neary               |
| 2000  | Jimmy Palmiotti          |
| 2002  | Mark Farmer              |
| 2004  | Scott Williams           |
| 2006  | Jimmy Palmiotti          |
| 2007  | Paul Neary               |
| 2008  | D'Israeli (Matt Brooker) |
| 2010  | Kevin O'Neill            |
| 2011  | Mike Mignola             |
| 2012  | Scott Williams           |
| 2014  | Becky Cloonan            |

### Meilleur coloriste
Ce prix est nommé « Favourite Colourist » en anglais.
| Année | Coloriste          |
| ----- | ------------------ |
| 2000  | Laura DePuy        |
| 2002  | Laura DePuy        |
| 2004  | Laura Martin       |
| 2006  | Laura Martin       |
| 2007  | Laura Martin       |
| 2008  | Laura Martin       |
| 2010  | Ben Templesmith    |
| 2011  | Dave Stewart       |
| 2012  | Dave Stewart       |
| 2014  | Matt Hollingsworth |

### Meilleur lettreur
Ce prix est nommé « Favourite Letterer » en anglais.
| Année | Lettreur          |
| ----- | ----------------- |
| 2006  | Todd Klein        |
| 2007  | Chris Eliopoulos  |
| 2008  | Dave Gibbons      |
| 2010  | Todd Klein        |
| 2011  | Richard Starkings |
| 2012  | Richard Starkings |
| 2014  | Annie Parkhouse   |

### Meilleur responsable éditorial
Ce prix est nommé « Favourite Comics Editor » en anglais.
| Année | Responsable éditorial |
| ----- | --------------------- |
| 2000  | Dennis O'Neil         |
| 2002  | Andy Diggle           |
| 2004  | Axel Alonso           |
| 2006  | Axel Alonso           |
| 2007  | Matt Smith            |
| 2008  | Matt Smith            |
| 2010  | Axel Alonso           |
| 2011  | Matt Smith            |
| 2012  | Karen Berger          |
| 2014  | Chris Ryall           |

### Prix d'honneur
Ce prix est nommé « Roll of Honour » en anglais.
| Année | Auteur                      |
| ----- | --------------------------- |
| 1977  | Stan Lee                    |
| 1978  | Steve Englehart             |
| 1979  | Jack Kirby                  |
| 1980  | Roy Thomas                  |
| 1981  | Jerry Siegel et Joe Shuster |
| 1982  | Mick Austin                 |
| 1983  | Will Eisner                 |
| 1985  | Steve Ditko                 |
| 1986  | Alan Moore                  |
| 1987  | Frank Miller                |
| 1988  | Pat Mills                   |
| 1990  | 2000 AD                     |
| 2000  | Gil Kane                    |
| 2002  | Joe Quesada                 |
| 2004  | Neil Gaiman                 |
| 2006  | Grant Morrison              |
| 2007  | Warren Ellis                |
| 2008  | Mike Mignola                |
| 2010  | Brian Bolland               |
| 2011  | Dave Gibbons                |
| 2012  | Frank Quitely               |
| 2014  | Gail Simone                 |

## Œuvres

### Meilleur Comics (couleur)
Ce prix est nommé « Favourite (Colour) Comic » en anglais.
| Année | Catégorie | Titre                                          | Éditeur                |
| ----- | --------- | ---------------------------------------------- | ---------------------- |
| 1977  |           | X-Men                                          | Marvel Comics          |
| 1978  |           | X-Men                                          | Marvel Comics          |
| 1979  |           | 2000 AD                                        |                        |
| 1979  |           | X-Men                                          | Marvel Comics          |
| 1980  |           | 2000 AD                                        |                        |
| 1980  |           | X-Men                                          | Marvel Comics          |
| 1981  |           | 2000 AD                                        |                        |
| 1981  |           | X-Men                                          | Marvel Comics          |
| 1983  |           | Warrior                                        |                        |
| 1983  |           | Daredevil                                      | Marvel Comics          |
| 1984  |           | The Daredevils                                 |                        |
| 1984  |           | American Flagg!                                | Marvel Comics          |
| 1985  |           | Warrior                                        | Quality Communications |
| 1985  |           | Swamp Thing                                    | DC Comics              |
| 1986  |           | 2000 AD                                        |                        |
| 1986  |           | Swamp Thing                                    | DC Comics              |
| 1987  |           | 2000 AD                                        |                        |
| 1987  |           | Watchmen                                       | DC Comics              |
| 1988  |           | 2000 AD                                        |                        |
| 1988  |           | Watchmen                                       | DC Comics              |
| 1990  |           | 2000 AD                                        |                        |
| 1990  |           | Uncanny X-Men                                  | Marvel Comics          |
| 2000  |           | 2000 AD                                        |                        |
| 2000  |           | Preacher                                       | Vertigo                |
| 2002  |           | 2000 AD                                        |                        |
| 2002  |           | JSA                                            | DC Comics              |
| 2004  |           | Warhammer Monthly                              | Black Library          |
| 2004  |           | Les Quatre Fantastiques                        | Marvel Comics          |
| 2006  |           | Judge Dredd Megazine                           | Rebellion              |
| 2006  |           | The Ultimates Volume 2                         | Marvel Comics          |
| 2007  |           | 2000 AD                                        | Rebellion              |
| 2007  |           | All-Star Superman                              | DC Comics              |
| 2008  |           | The Spectacular Spider-Man                     | Marvel Comics          |
| 2008  |           | L'Appel des ténèbres (Hellboy: Darkness Calls) | Dark Horse Comics      |
| 2010  |           | 2000 AD                                        |                        |
| 2010  |           | Batman and Robin                               | DC Comics              |
| 2011  |           | 2000 AD                                        |                        |
| 2011  |           | Batman and Robin                               | DC Comics              |
| 2012  |           | Doctor Who Magazine                            |                        |
| 2012  |           | Batman                                         | DC Comics              |
| 2014  |           | 2000 AD                                        |                        |
| 2014  |           | Saga                                           | Image Comics           |

### Meilleur Comics (noir et blanc)
Ce prix est nommé « Favourite Black & White Comicbook » en anglais.
| Année | Titre                                                     | Éditeur           |
| ----- | --------------------------------------------------------- | ----------------- |
| 2000  | L'Enfer en retour (Hell and Back (A Sin City Love Story)) | Dark Horse Comics |
| 2002  | Psycho Park (Liberty Meadows)                             | Insight Studios   |
| 2004  | Bone                                                      | Cartoon Books     |
| 2006  | The Walking Dead                                          | Image Comics      |
| 2007  | The Walking Dead                                          | Image Comics      |
| 2008  | The Walking Dead                                          | Image Comics      |
| 2010  | The Walking Dead                                          | Image Comics      |
| 2011  | The Walking Dead                                          | Image Comics      |
| 2012  | The Walking Dead                                          | Image Comics      |
| 2014  | The Walking Dead                                          | Image Comics      |

### Meilleur Roman graphique
Ce prix est nommé « Favourite Comic Album/Graphic Novel/Original Graphic Novel » en anglais.
| Année | Titre | Artiste                            |
| ----- | --- | ---------------------------------- |
| 1986  | Nemesis Book III (U.K.)                                                                                         | Pat Mills et Kevin O'Neill         |
| 1986  | American Flagg!: Hard Times (U.S.A.)                                                                            | Howard Chaykin                     |
| 1987  | D.R. & Quinch's Totally Awesome Guide to Life (U.K.)                                                            | Pat Mills et Kevin O'Neill         |
| 1987  | Batman: The Dark Knight Returns (U.S.A.)                                                                        | Frank Miller et Klaus Janson       |
| 1988  | Violent Cases (U.K.)                                                                                            | Neil Gaiman et Dave McKean         |
| 1988  | Daredevil: Love and War (U.S.A.)                                                                                | Frank Miller et Bill Sienkiewicz   |
| 1989  | Violent Cases                                                                                                   | Neil Gaiman et Dave McKean         |
| 1990  | Sláine: The Horned God Book I (U.K.)                                                                            | Pat Mills et Simon Bisley          |
| 1990  | Arkham Asylum: A Serious House on Serious Earth (U.S.A.)                                                        | Grant Morrison et Dave McKean      |
| 2000  | JLA: Earth 2 | Grant Morrison et Frank Quitely    |
| 2002  | Safe Area Goražde                                                                                               | Joe Sacco                          |
| 2004  | Sgt. Rock: Between Hell and a Hard Place                                                                        | Brian Azzarello et Joe Kubert      |
| 2006  | Top 10: The Forty-Niners                                                                                        | Alan Moore et Gene Ha              |
| 2007  | Les Seigneurs de Bagdad (Pride of Baghdad)                                                                      | Brian K. Vaughan et Niko Henrichon |
| 2008  | La Ligue des gentlemen extraordinaires : Le Dossier Noir (The League of Extraordinary Gentlemen: Black Dossier) | Alan Moore et Kevin O'Neill        |
| 2010  | The League of Extraordinary Gentlemen, Volume III: Century                                                      | Alan Moore et Kevin O'Neill        |
| 2011  | Scott Pilgrim, Volume 6: Scott Pilgrim’s Finest Hour                                                            | Bryan Lee O'Malley                 |
| 2012  | Batman : Noël                                                                                                   | Lee Bermejo                        |
| 2014  | Avengers: Endless Wartime                                                                                       | Warren Ellis, et al.               |

### Meilleure Réimpression
Ce prix est nommé « Favourite Trade Paperback/Reprint Collection » en anglais.
| Année | Titre                                                        | Artiste                         |
| ----- | ------------------------------------------------------------ | ------------------------------- |
| 2000  | From Hell: To Hell                                           | Alan Moore et Eddie Campbell    |
| 2002  | The Authority: Under New Management                          | Warren Ellis et Bryan Hitch     |
| 2004  | The Chronicles of Conan                                      | chez Dark Horse Comics          |
| 2006  | Absolute Watchmen                                            | Alan Moore et Dave Gibbons      |
| 2007  | Absolute Sandman Volume 1                                    | Neil Gaiman                     |
| 2008  | Absolute Sandman Volume 2                                    | Neil Gaiman                     |
| 2010  | Captain Britain Omnibus                                      | Alan Moore et Alan Davis        |
| 2011  | Absolute All-Star Superman                                   | Grant Morrison et Frank Quitely |
| 2012  | Thor Omnibus                                                 | Walt Simonson                   |
| 2014  | Hawkeye Volume 1 Oversized Hardcover (HC, couverture rigide) | Matt Fraction, et al.           |

### Meilleure Couverture
Ce prix est nommé « Favourite Cover » en anglais.
| Année | Titre                                         | Artiste                     |
| ----- | --------------------------------------------- | --------------------------- |
| 1979  | Master of Kung Fu n°67                        | Paul Gulacy                 |
| 1980  | 2000 AD n°144 (U.K.)                          |                             |
| 1980  | The Avengers n°185 (U.S.A.)                   | George Pérez                |
| 1981  | 2000 AD n°173 (U.K.)                          | Brian Bolland               |
| 1981  | X-Men n°136 (U.S.A.)                          | John Byrne / Terry Austin   |
| 1983  | Warrior n°7 (U.K.)                            | Mick Austin                 |
| 1983  | Doctor Strange n°55 (U.S.A.)                  | Michael Golden              |
| 1985  | Warrior n°19 (U.K.)                           | David Lloyd / Garry Leach   |
| 1985  | New Mutants n°22 (U.S.A.)                     | Bill Sienkiewicz            |
| 1986  | Captain Britain n°6 (U.K.)                    | Alan Davis                  |
| 1986  | Swamp Thing n°34 (U.S.A.)                     | John Totleben               |
| 1987  | 2000 AD n°500 (U.K.)                          |                             |
| 1987  | Batman: The Dark Knight Returns n°1 (U.S.A.)  | Frank Miller / Klaus Janson |
| 1988  | The Adventures of Luther Arkwright n°1 (U.K.) | Bryan Talbot                |
| 1988  | Wonder Woman n°10 (U.S.A.)                    | George Pérez                |
| 1989  | The Adventures of Luther Arkwright (U.K.)     | Bryan Talbot                |
| 1990  | 2000 AD Prog n°626 (U.K.)                     | Simon Bisley                |
| 1990  | Aliens n°1 (U.S.A.)                           | Denis Beauvais              |
| 1990  | Batman: Harley Quinn                          | Alex Ross                   |
| 2002  | Ultimate Spider-Man n°1                       | Joe Quesada                 |
| 2004  | JLA: Liberty and Justice                      | Alex Ross                   |
| 2006  | All-Star Superman n°1                         | Frank Quitely               |
| 2007  | Fables: 1001 Nights of Snowfall               | James Jean                  |
| 2008  | World War Hulk n°1A                           | David Finch                 |
| 2010  | Batman and Robin n°4                          | Frank Quitely               |
| 2011  | Batwoman n°0                                  | J.H. Williams III           |
| 2012  | Batwoman n°1                                  | J.H. Williams III           |
| 2012  | Hawkeye n°9                                   | David Aja                   |

## Personnages

### Meilleur personnage
Ce prix, nommé « Favourite Comicbook Character » en anglais, est divisé en deux catégories à ses débuts : « Personnage américain » et « Personnage britannique ». À partir de 2000, il n'y a plus qu'une seule catégorie.
| Année | Catégorie | Personnage       |
| ----- | --------- | ---------------- |
| 1977  |           | Captain Britain  |
| 1977  |           | Conan le Barbare |
| 1978  |           | Judge Dredd      |
| 1978  |           | Batman           |
| 1979  |           | Judge Dredd      |
| 1979  |           | Batman           |
| 1980  |           | Judge Dredd      |
| 1980  |           | Wolverine        |
| 1981  |           | Judge Dredd      |
| 1981  |           | Wolverine        |
| 1983  |           | Marvelman        |
| 1983  |           | Wolverine        |
| 1985  |           | Judge Dredd      |
| 1985  |           | Reuben Flagg     |
| 1986  |           | Halo Jones       |
| 1986  |           | Batman           |
| 1987  |           | Judge Dredd      |
| 1987  |           | Batman           |
| 1988  |           | Luther Arkwright |
| 1988  |           | Batman           |
| 1989  |           | Luther Arkwright |
| 1990  |           | Judge Dredd      |
| 1990  |           | Batman           |
| 2000  |           | Batman           |
| 2002  |           | Batman           |
| 2004  |           | Batman           |
| 2006  |           | Batman           |
| 2007  |           | Batman           |
| 2008  |           | Batman           |

### Meilleur vilain
Ce prix, nommé « Favourite Villain » en anglais, est divisé en deux catégories à ses débuts : « Vilain américain » et « Vilain britannique ». À partir de 2000, il n'y a plus qu'une seule catégorie.
| Année | Catégorie | Personnage                           |
| ----- | --------- | ------------------------------------ |
| 1978  |           | Thanos                               |
| 1979  |           | Magneto                              |
| 1980  |           | Judge Cal                            |
| 1980  |           | Magneto                              |
| 1981  |           | Judge Death                          |
| 1981  |           | Magneto                              |
| 1983  |           | Kid Marvelman                        |
| 1983  |           | Darkseid                             |
| 1985  |           | Torquemada de Nemesis the Warlock    |
| 1985  |           | Docteur Fatalis                      |
| 1986  |           | Torquemada de Nemesis the Warlock    |
| 1986  |           | Anti-Monitor                         |
| 1987  |           | Torquemada de Nemesis the Warlock    |
| 1987  |           | Le Joker                             |
| 1988  |           | Torquemada de Nemesis the Warlock    |
| 1988  |           | Le Joker                             |
| 1990  |           | Judge Death                          |
| 1990  |           | Le Joker                             |
| 2000  |           | Herr Starr (Preacher)                |
| 2002  |           | Lex Luthor (Superman)                |
| 2004  |           | Docteur Fatalis (Les 4 Fantastiques) |
| 2006  |           | Le Joker                             |
| 2007  |           | Dirk Anger (Nextwave)                |
| 2008  |           | Le Joker                             |

## Liste chronologique

### 1977
- Meilleur dessinateur (Favourite Artist)
  - Neal Adams (award)
  - John Buscema
  - Paul Gulacy
  - Barry Windsor-Smith
  - Jim Starlin
- Meilleur scénariste (Favourite Writer)
  - Roy Thomas (award)
  - Steve Englehart
  - Steve Gerber
- Meilleur bande dessinée dramatique (Favourite Comic Book (Dramatic))
  - X-Men
  - Master of Kung Fu
  - Warlock
- Meilleur bande dessinée humoristique (Favourite Comic Book (humour))
  - Howard the Duck
  - Plastic Man
  - Plop!
- Meilleur bande dessinée noir & blanc dramatique (Favourite Black & White Comicbook - Dramatic)
  - Savage Sword of Conan
  - Doc Savage
  - Marvel Preview
- Meilleur bande dessinée noir & blanc humoristique (Favourite Black & White Comicbook - Humour)
  - MAD Magazine
  - Cracked
  - Crazy

- Meilleur personnage de fiction (Favourite Character)
  - Conan
  - Howard the Duck
  - Warlock
- Meilleure équipe bande dessinée (Favourite Team)
  - X-Men
  - Avengers
  - Defenders
- Meilleure nouvelle série (Favourite New Comic Title)
  - Howard the Duck
  - Nova
  - Omega the Unknown
- Meilleur histoire (Favourite Single Comicbook Story)
  - Howard the Duck #3
  - Fantastic Four #176
  - Howard the Duck #1
- Meilleur suite (Favourite Continued Comic Story)
  - Master of Kung Fu #48-51
  - Defenders #31-40 + Annual #1
  - X-Men #98-100
- Prix d'honneur (Roll of Honour)
  - Stan Lee (award)
  - Jim Steranko
  - Jack Kirby

### 1978
- Meilleur dessinateur (Favourite Artist)
  - Neal Adams (award)
  - John Byrne
  - Marshall Rogers
  - Jim Starlin
- Meilleur scénariste (Favourite Writer)
- Steve Englehart (award)
  - Chris Claremont
  - Steve Gerber
  - Roy Thomas
  - Marv Wolfman

- Meilleur bande dessinée dramatique (Favourite Comic Book (Dramatic))
  - Uncanny X-Men
  - Avengers
  - Conan the Barbarian
  - Detective Comics

- Meilleur bande dessinée humoristique (Favourite Comic Book (humour))
  - Howard the Duck
  - MAD
  - Plastic Man
  - Cracked
  - Crazy

- Meilleur personnage de fiction (Favourite Character)
  - Batman
  - Conan le barbare
  - Howard the Duck
  - Adam Warlock
  - Wolverine

- Meilleur super Vilain (Favourite Villain)
  - Thanos
  - Scorpio
  - The Joker
  - Darkseid
  - Doctor Doom

- Meilleur personnage de fiction second rôle (Favourite Supporting Character)
  - Pip the Troll
  - Beverly Switzler
  - Impossible Man
  - Vision
  - Wolverine

- Meilleur histoire (individuel) (Favourite Single Story)
  - Avengers Annual #7 – The Final Threat Jim Starlin
  - Detective Comics #472 – I am the Batman Steve Englehart/Marshall Rogers
  - Howard the Duck #16 – The Zen and Art of Comic Book Writing (Steve Gerber/Various artists)
  - Marvel Premiere #38 – The Lord of Tyndall's Quest (Doug Moench/Mike Ploog)
  - Marvel Preview #11 – Starlord (Chris Claremont/John Byrne)

- Meilleur suite (Favourite Continued Story)
  - Avengers Annual #7/Marvel Two-in-One Annual #2 (Jim Starlin)
  - Star Wars #1-6 (George Lucas, Roy Thomas/Howard Chaykin)
  - X-Men #105, 107 & 108 (Chris Claremont/Dave Cockrum, John Byrne)
  - Detective Comics #471-472 (Steve Englehart/Marshall Rogers)
  - Defenders #46-50 (Dave Kraft/Keith Giffen)

- Meilleure nouvelle série (Best New Title)
  - John Carter, Warlord of Mars
  - Rampaging Hulk
  - Shade, the Changing Man
  - Star Hunters
  - Star Wars

- Meilleure équipe bande dessinée (Favourite Team)
  - X-Men
  - Defenders
  - Fantastic Four
  - Avengers
  - Justice Society of America

- Meilleure encreur (Favourite Inker)
  - Terry Austin (award)
  - Ernie Chan
  - Klaus Janson
  - Tom Palmer
  - Joe Sinnott
- Prix d'honneur (Roll of Honour)
  - Steve Englehart (award)
  - Jim Steranko
  - Jack Kirby
  - Will Eisner
  - Howard the Duck
- Meilleure magazine Noir & Blanc (Favourite Black & White Magazine)
  - Savage Sword of Conan
  - Rampaging Hulk
  - Creepy
  - Eerie
  - Marvel Preview

### 1979
- Meilleur dessinateur (Favourite Artist)
  - John Byrne (award)
  - Gene Colan
  - Michael Golden
  - Marshall Rogers
  - George Pérez
- Meilleure encreur (Favourite Inker)
  - Terry Austin (award)
  - Tom Palmer
  - Joe Sinnott
  - Bob Layton
  - Klaus Janson
- Meilleur scénariste UK (Best Comic Book Writer (UK))
  - T. B. Grover, John Wagner
- Meilleur scénariste US (Best Comic Book Writer (US))
  - Chris Claremont
  - Steve Englehart
  - Steve Gerber
  - Doug Moench
  - Roy Thomas

- Meilleur bande dessinée US (Favourite Comic (US))
  - X-Men
  - Avengers
  - The Tomb of Dracula
  - Detective Comics
  - Jonah Hex

- Meilleur personnage de fiction US (Favourite Character (US))
  - Batman
  - Wolverine
  - Conan
  - Doctor Strange
  - Howard the Duck
  - Spider-Man
- Meilleure équipe bande dessinée (Favourite Team)
  - X-Men
  - Legion of Super-Heroes
  - Fantastic Four
  - Defenders
  - The Avengers
- Meilleur super Vilain (Favourite Villain)
  - Magneto
  - Michael Korvac
  - Death-Stalker
  - Doctor Bong
  - Doctor Doom
  - The Joker
- Meilleur personnage de fiction second rôle (Favourite Supporting Character)
  - Wolverine
  - Beast
  - Beverly Switzler
  - Hawkeye
  - Nightcrawler
  - Vision
- Personnage Plus noble ayant son propre titre(Character Most Worthy of His Own Title)
  - The Silver Surfer
- Meilleur histoire (Favourite Single Story)
  - X-Men #111 – Mindgames (Chris Claremont/John Byrne)
  - Avengers #177 – The Hope and the Slaughter (Jim Shooter/Dave Wenzel)
  - X-Men #109 – Home are the Heroes (Chris Claremont/John Byrne)
  - The Avengers #178 – The Martyr Perplex (Steve Gerber/Carmine Infantino)
  - Superman vs Muhammed Ali (Denny O'Neil/Neal Adams)
- Meilleur suite (Favourite Continued Story)
  - The Avengers #167, 168, 170-177 (Jim Shooter/George Pérez, Sal Buscema, Dave Wenzel)
  - X-Men #114-116 (Chris Claremont/John Byrne)
  - Captain Marvel #58-62 (Doug Moench/Pat Broderick)
  - Detective Comics #475-476 (Steve Englehart/Marshal Rogers)
  - Thor #272-278 (Roy Thomas/John Buscema)
  - X-Men #111-113 (Chris Claremont/John Byrne)
- Meilleure nouvelle série (Favourite New Comic Title)
  - Micronautes
  - Spider-Woman
  - Machine Man
  - 1984
  - DC Comics Presents
- Meilleure couverture (Favourite Cover)
  - Master of Kung Fu #67 (Paul Gulacy)
  - X-Men #114 (John Byrne)
  - Detective Comics #476 (Marshal Rogers)
  - X-Men #111 (John Byrne)
  - 'X-Men #113 (John Byrne)
- Meilleur spécialiste en publication comics (Favourite Specialist Comics Publication)
  - Comic Media News
- Prix d'honneur (Roll of Honour)
- Jack Kirby (award)
  - Will Eisner
  - Steve Gerber
  - Jerry Siegel & Joe Shuster
  - Superman

- Meilleur personnage de fiction UK (Favourite Character (UK))
  - Judge Dredd

- Meilleur dessinateur UK (Favourite Comicbook Artist (UK))
  - John Bolton

- Meilleur comics UK (Favourite Comic (UK))
  - 2000 AD

### 1980
- Meilleur dessinateur (Favourite Favourite Comicbook Artist)
  - John Byrne
  - John Buscema
  - Gene Colan
  - George Pérez

- Meilleur scénariste (Favourite Comicbook Writer)
  - Chris Claremont
  - David Michelinie
  - Doug Moench

- Meilleure encreur (Favourite Inker)
  - Terry Austin
  - Bob Layton
  - Tom Palmer

- Meilleure Comics (Favourite Comicbook)
  - X-Men
  - Avengers
  - Master of Kung Fu

- Meilleure Couverture de Comics (Favourite Comicbook Cover)
  - The Avengers #185 (George Pérez)
  - Iron Man #128 (John Romita Jr)
  - The Micronauts #7 (Michael Golden)

- Meilleure Magazine de Comics (Favourite Comic Magazine)
  - Howard the Duck
  - Marvel Preview
  - Savage Sword of Conan

- Meilleur personnage de fiction (Favourite Comicbook Character)
  - Wolverine
  - Batman
  - Spider-Man

- Meilleur personnage de fiction second rôle (Favourite Supporting Character)
  - Wolverine
  - Beast
  - Vision

- Meilleure équipe bande dessinée (Favourite Comicbook Team)
  - X-Men
  - Avengers
  - Fantastic Four

- Meilleur super Vilain (Favourite Villain)
  - Magneto
  - Arcade
  - The Joker

- Le héros qui a son propre Titre (Character Most Worthy of Own Title)
  - Warlock
  - Killraven
  - Silver Surfer

- Meilleure nouvelle série (Favourite New Comic Title)
  - Howard the Duck
  - Rom
  - Time Warp

- Meilleur histoire (Favourite Single Comicbook Story)
  - Iron Man #128 – Demon in a Bottle (David Michelinie, Bob Layton/John Romita Jr)
  - Marvel Two-in-One #51 – Full House, Dragons High (Peter Gillis/Frank Miller)
  - X-Men Annual #3 – A Fire in the Sky (Chris Claremont/George Pérez)

- Meilleur suite (Favourite Continued Comic Story)
  - X-Men #125-128 (Chris Claremont/John Byrne)
  - Marvel Two-in-One #53-58 (Mark Gruenwald, Ralph Macchio/John Byrne, George Pérez)
  - Micronauts #1-12 (Bill Mantlo/Michael Golden)

- Prix d'honneur (Roll of Honour)
  - Roy Thomas (avard)
  - Jerry Siegel & Joe Shuster
  - Will Eisner
  - Steve Gerber

### 1982
- - Meilleure nouveau Comics, (Best New Book) : Teen Titans,de Marv Wolfman (DC)
  - Meilleur scénariste, (Best Comics Writer) : Alan Moore, V for Vendetta (DC)
  - Meilleur histoire, (Best Story) : V for Vendetta, de Alan Moore

### 1983
American Section
- Meilleur dessinateur Favourite Artist (penciller): Frank Miller
- Meilleur encreur Favourite Artist (inker): Terry Austin
- Meilleur scénariste Favourite Writer: Frank Miller
- Favourite Comicbook: Daredevil
- Favourite Character: Wolverine
- Favourite Group or Team: X-Men
- Favourite Villain: Darkseid
- Favourite Supporting Character: Elektra
- Character Most Worthy of Own Title: The Spectre
- Favourite Single or Continued Story: Wolverine #1-4 (miniseries)
- Favourite New Comic Title: Camelot 3000
- Favourite Comic Cover: Doctor Strange #55
- Favourite Specialist Comics Publication: PASS

British Section
- Favourite Artist: Brian Bolland
- Favourite Writer: Alan Moore
- Favourite Comic: Warrior
- Favourite Comic Character: Marvelman
- Favourite Villain: Kid Marvelman
- Favourite Supporting Character: Zirk
- Character Most Worthy of Own Title: Judge Anderson
- Favourite Single or Continued Story: Marvelman (Warrior #1-3, 5 & 6)
- Favourite New Comic: Warrior
- Favourite Comic Cover: Warrior #7
- Favourite Specialist Comics Publication: PASS

- Prix d'honneur (Roll of Honour)
  - Will Eisner